# Cristián Zapata
 Cristián Eduardo Zapata Valencia (Padilla, 1986. szeptember 30. –) kolumbiai válogatott labdarúgó, a Vitória játékosa. Posztját tekintve belső védő.

## Sikerei, díjai
Deportivo Cali
- Kolumbiai bajnok (1): 2005

Kolumbia U20
- Dél-amerikai ifjúsági bajnok (1): 2005

## Statisztika
2019. november 25.
| Klub             | Klub             | Klub             | Bajnokság | Bajnokság | Kupa     | Kupa | Nemzetközi | Nemzetközi | Összesen | Összesen |
| Szezon           | Klub             | Bajnokság        | Mérkőzés  | Gól       | Mérkőzés | Gól  | Mérkőzés   | Gól        | Mérkőzés | Mérkőzés |
| ---------------- | ---------------- | ---------------- | --------- | --------- | -------- | ---- | ---------- | ---------- | -------- | -------- |
| 2005–06          | Deportivo Cali   | Primera A        | 17        | 0         | —        | —    | —          | —          | 17       | 0        |
| 2005–06          | Udinese          | Serie A          | 20        | 1         | 5        | 0    | 4          | 0          | 29       | 1        |
| 2006–07          | Udinese          | Serie A          | 36        | 0         | 2        | 0    | —          | —          | 38       | 0        |
| 2007–08          | Udinese          | Serie A          | 28        | 1         | 0        | 0    | —          | —          | 28       | 1        |
| 2008–09          | Udinese          | Serie A          | 18        | 1         | 2        | 0    | 6          | 0          | 26       | 1        |
| 2009–10          | Udinese          | Serie A          | 31        | 0         | 4        | 0    | —          | —          | 35       | 0        |
| 2010–11          | Udinese          | Serie A          | 35        | 2         | 3        | 0    | —          | —          | 38       | 2        |
| Összesen         | Udinese          | Udinese          | 168       | 5         | 16       | 0    | 10         | 0          | 194      | 5        |
| 2011–12          | Villarreal       | La Liga          | 28        | 0         | 2        | 0    | 6          | 0          | 36       | 0        |
| 2012–13          | Milan            | Serie A          | 23        | 0         | 1        | 0    | 5          | 0          | 29       | 0        |
| 2013–14          | Milan            | Serie A          | 20        | 1         | 1        | 0    | 8          | 2          | 29       | 3        |
| 2014–15          | Milan            | Serie A          | 12        | 0         | 1        | 0    | 0          | 0          | 13       | 0        |
| 2015–16          | Milan            | Serie A          | 16        | 1         | 5        | 0    | 0          | 0          | 21       | 1        |
| 2016–17          | Milan            | Serie A          | 15        | 1         | 1        | 0    | 0          | 0          | 16       | 1        |
| 2017–18          | Milan            | Serie A          | 12        | 0         | 0        | 0    | 8          | 0          | 20       | 0        |
| 2018–19          | Milan            | Serie A          | 13        | 0         | 2        | 0    | 5          | 1          | 20       | 1        |
| Összesen         | Milan            | Milan            | 111       | 3         | 11       | 0    | 26         | 2          | 148      | 5        |
| 2019–2020        | Genoa            | Serie A          | 12        | 1         | 1        | 0    | —          | —          | 13       | 1        |
| Összesen         | Genoa            | Genoa            | 12        | 1         | 1        | 0    | 0          | 0          | 13       | 1        |
| Karrier Összesen | Karrier Összesen | Karrier Összesen | 336       | 9         | 30       | 0    | 42         | 2          | 408      | 11       |

## Magánélete
Unokatestvére az Torino FC-ben futballozó Duván Zapata.

## Külső hivatkozások
- Cristián Zapata a national-football-teams.com honlapján
- Cristián Zapata adatlapja a Soccerway oldalon (angolul)